# Chiesa di San Giorgio in Campis
La chiesa di San Giorgio in Campis conosciuta come chiesa di San Giorgio al cimitero è un luogo di culto cattolico situato sul territorio del comune di Zandobbio in Provincia di Bergamo.

## Storia e descrizione
Si tratta di un edificio ecclesiale romanico di cui non si ha una datazione storicamente certa ma che per le proprie caratteristiche architettoniche può farsi risalire al X-XI secolo.
La comunità anticamente abitava in prossimità della piccola chiesa e del cimitero adiacente. Si spostò probabilmente in periodi successivi, formando il nuovo centro abitato verso il monte Grena, forse per ragioni di sicurezza. Gli atti della visita pastorale di san Carlo Borromeo, confermano lo stato di abbandono in cui si trovava la chiesa nel 1575. Questi indicano la presenza di un altare laterale oltre all'altare maggiore, sarà da questo altare laterale che verrà costruita la sagrestia nel XVIII secolo.
L'edificio ha subito diversi interventi manutentivi e di ristrutturazione che ne hanno modificato e ampliato la struttura originaria, di cui rimangono solamente l'abside e la torre campanaria. I restauri del 1961 hanno ridato luce a parte di dipinti a fresco in varie parti dell'aula. 

## Descrizione

### Esterno
La chiesa si trova dislocata dal centro urbano e conserva una facciata a capanna completa di gronde in legno aggettanti dal classico orientamento a ovest. L'ingresso si presenta con contorno in pietra con paraste complete di capitelli in pietra rossa che reggono l'architrave. Due aperture laterali protette da inferriata, e l'oculo a sguscio posto nella parte superiore portano luce all'interno dell'aula. Sul lato a nord vi è il porticato con la colonna che si appoggia alla piccola cappella risalente al XVIII secolo e l'ingresso laterale.
L'abside a pianta semicircolare fuoriesce dalla parte posteriore dell'edificio, ed è dotata di tre monofore, a doppia strombatura, da cui il presbiterio ricava luce.
La torre campanaria, particolarmente elegante e in ottimo stato di conservazione, termina con quattro bifore caratterizzati da pilastrini in arenaria piuttosto consumati. È una delle poche testimonianze integre dell'architettura romanica nella bergamasca.

### Interno
L'aula a pianta rettangolare si compone di tre navate divise da archi a sesto acuto che poggiano su pilastri. La zona presbiteriale anticipata dall'arco trionfale e rialzata da due gradini in pietra termina con il coro absidato completo di tre monofore strombate, atte a illuminare la parte presbiteriale.
Nell'interno dell'edificio sono presenti alcuni affreschi risalenti, i più antichi, al XIII secolo, altri al XV-XVI secolo.
L'interno dell'abside è impreziosito da un affresco rappresentante il Maiestas Domini ridipinto nel XV secolo, racchiuso in una mandorla con a fianco simboli degli evangelisti e le figure della Madonna e di San Giorgio.